# スラートターニー教区

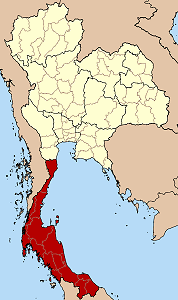
スラートターニー教区

スラートターニー教区（สังฆมณฑลสุราษฎร์ธานี、The Diocese of Surat Thani）は、タイ南部全県とプラチュワップキーリーカン県を管轄するローマ・カトリック教会の司教区。スラーターニー県ムアンスラートターニー郡タラート・マイ通り317に司教座を構える。1969年、ラーチャブリー教区から分離した、バンコク大司教区の下位にある属司教区である。歴史的にスラートターニー近辺の地区は1930年代、主にサレジオ会による伝道がなされた地区である。2001年現在では担当する76,562km2の地域の中に住む約900万人の住民の内、6,682人のカトリック信者を抱えている。教区は4地域にグループ化された39の小教区に分かれる。

## 司教座聖堂

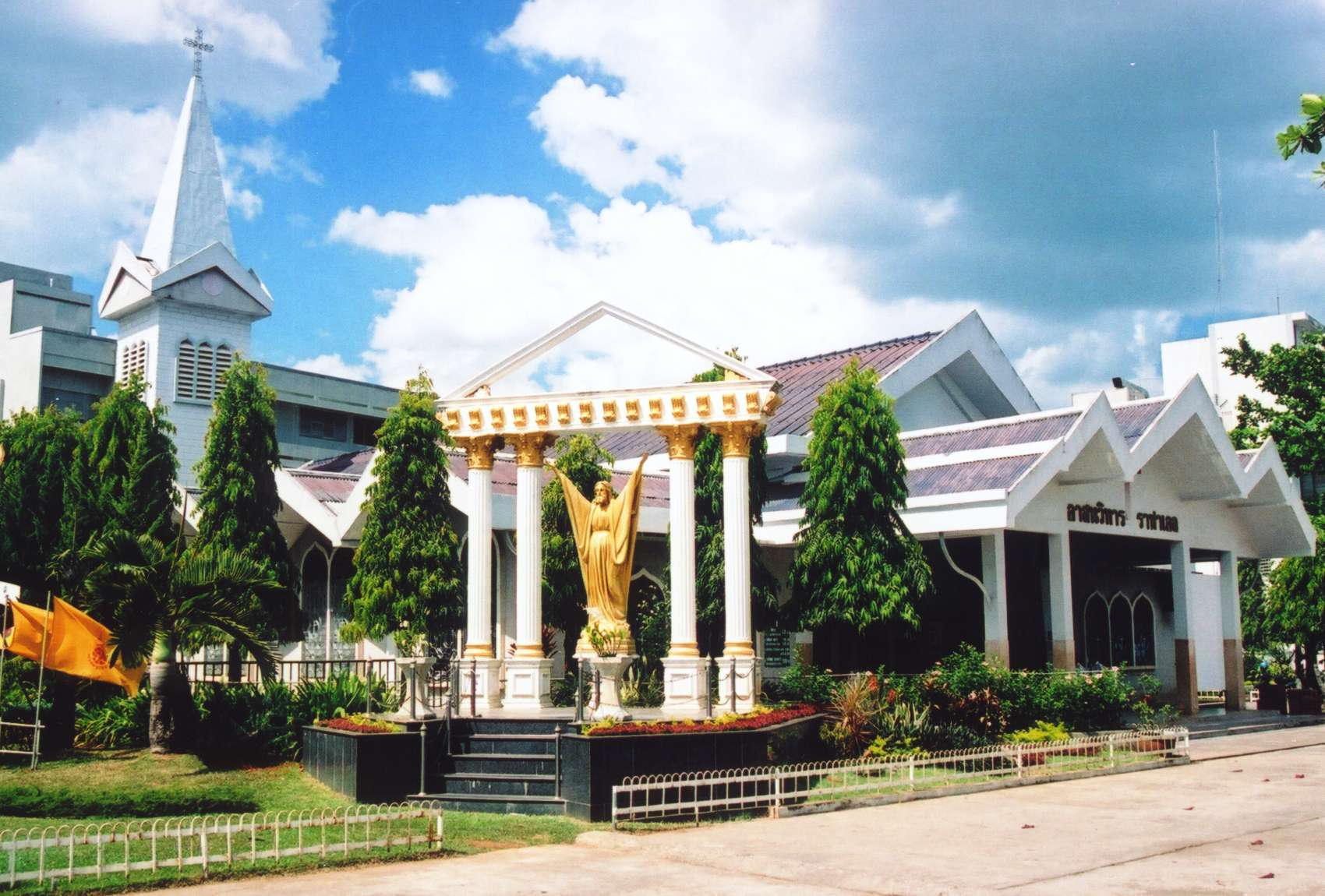
スラートターニー教区の聖ラファエル聖堂

司教座聖堂はムアントスラーターニー郡の聖ラファエル大聖堂（The St. Raphael Cathedral、อาสนวิหารอัครเทวดาราฟาแอล）。北緯9度9分0秒 東経99度20分4秒 / 北緯9.15000度 東経99.33444度
現在の聖堂は1962年に落成。1969年に、本教区が創設されたときに司教座聖堂になった。

## 教区長司教
- パウロ • トライロン • ムントリー  (Paul Trairong Multree): 2024年7月8日-現在
- ヨーセフ・プラターン・シーダールンシーン （Joseph Prathan Sridarunsil）、サレジオ会:2004年10月9日‐ 2024年7月8日
- ミカエル・プラポン・チャイチャルーン（Michael Praphon Chaicharoen）、サレジオ会: 1988年6月21日 - 2003年5月20日
- ペトロ・ルイージ・カレット（Pietro Luigi Carretto）、サレジオ会: 1969年6月26日 - 1988年6月21日